# 白尾鹿
白尾鹿（學名：Odocoileus virginianus）是空齿鹿属的一种。

## 主要特征
白尾鹿是北美洲最小的鹿种，肩高为1米，体重40-130公斤。
母鹿的身形纖細而勻稱，奔跑時動作敏捷，白色的尾巴總是翹得高高的，看起來非常漂亮。
也因為這樣再加上他們害羞膽小的性格，年輕漂亮的母鹿老是會招來家犬的追逐，通常他們連看到比自己小很多的狗都會害怕。母鹿的耐力雖然好，但被精力旺盛的犬隻追逐一段時間後依然會感到疲倦，他們臥在地上時較代表他們累壞了正在休息。

## 分布
白尾鹿是世界上分布最广的鹿之一，从加拿大东部森林，到美国东部森林、佛罗里达半岛、墨西哥、中美洲国家，到秘鲁北部。

## 亚种

### 北美洲的白尾鹿
- 北森林白尾鹿（O. virginianus borealis）
- 礁鹿（O. virginianus clavium）
- 卡门山白尾鹿（O. virginianus carminis）
- 亚利桑那白尾鹿（O. virginianus couesi）
- 达科达白尾鹿（O. virginianus dakotensis）
- 希氏白尾鹿（O. virginianus hiltonensis）
- 哥伦比亚白尾鹿（O. virginianus leucurus）
- 堪萨斯白尾鹿（O. virginianus macrourus）
- 艾弗里岛白尾鹿（O. virginianus mcilhennyi）
- 蒂奇岛白尾鹿（O. virginianus nigribarbis）
- 西北白尾鹿（O. virginianus ochrourus）
- 海岸白尾鹿（O. virginianus osceola）
- 佛罗里达白尾鹿（O. virginianus seminolus）
- 牛岛白尾鹿（O. virginianus taurinsulae）
- 德克萨斯白尾鹿（O. virginianus texanus）
- 猎岛白尾鹿（O. virginianus venatorius）
- 弗吉尼亚白尾鹿（O. virginianus virginianus）

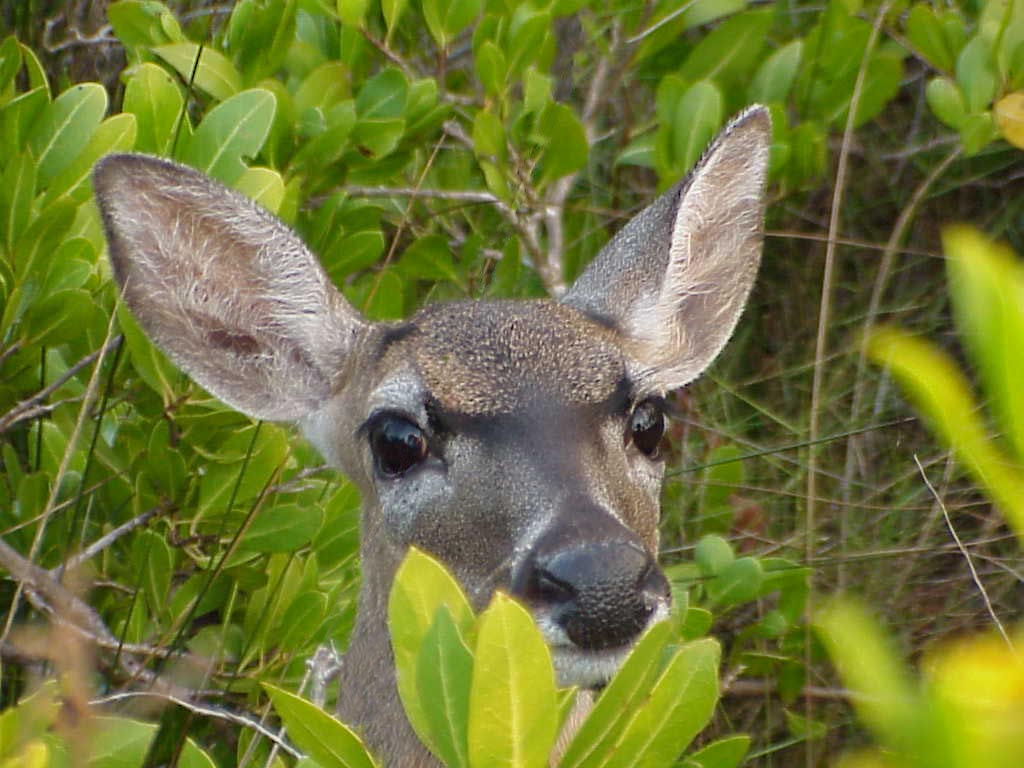
这只雄性礁鹿在佛罗里达礁鹿保护区的美国红树林。

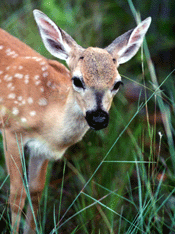
幼年礁鹿

### 中美洲和南美洲的白尾鹿
- 南墨西哥白尾鹿（O. virginianus acapulcensis）
- 圭亚那白尾鹿（O. virginianus cariacou）
- 巴拿马白尾鹿（O. virginianus chiriquensis）
- 库腊索白尾鹿（O. virginianus curassavicus）
- 哥伦比亚白尾鹿（O. virginianus goudotii）
- 委内瑞拉白尾鹿（O. virginianus gymnotis）
- 草原白尾鹿
- 玛格丽塔白尾鹿（O. virginianus margaritae）
- 中墨西哥白尾鹿（O. virginianus mexicanus）
- 密氏白尾鹿（O. virginianus miquihuanensis）
- 奈氏白尾鹿（O. virginianus nelsoni）
- 南墨西哥白尾鹿（O. virginianus oaxacensis）
- 秘鲁白尾鹿（O. virginianus peruvianus）
- 科伊瓦白尾鹿（O. virginianus rothschildi）
- 西墨西哥白尾鹿（O. virginianus sinaloae）
- 东南白尾鹿（O. virginianus thomasi）
- 托尔白尾鹿（O. virginianus toltecus）
- 西哥伦比亚白尾鹿（O. virginianus tropicalis）
- 尼加拉瓜白尾鹿（O. virginianus truei）
- 厄瓜多尔白尾鹿（O. virginianus ustus）
- 东墨西哥白尾鹿（O. virginianus veraecrucis）
- 尤卡坦白尾鹿（O. virginianus yucatanensis）

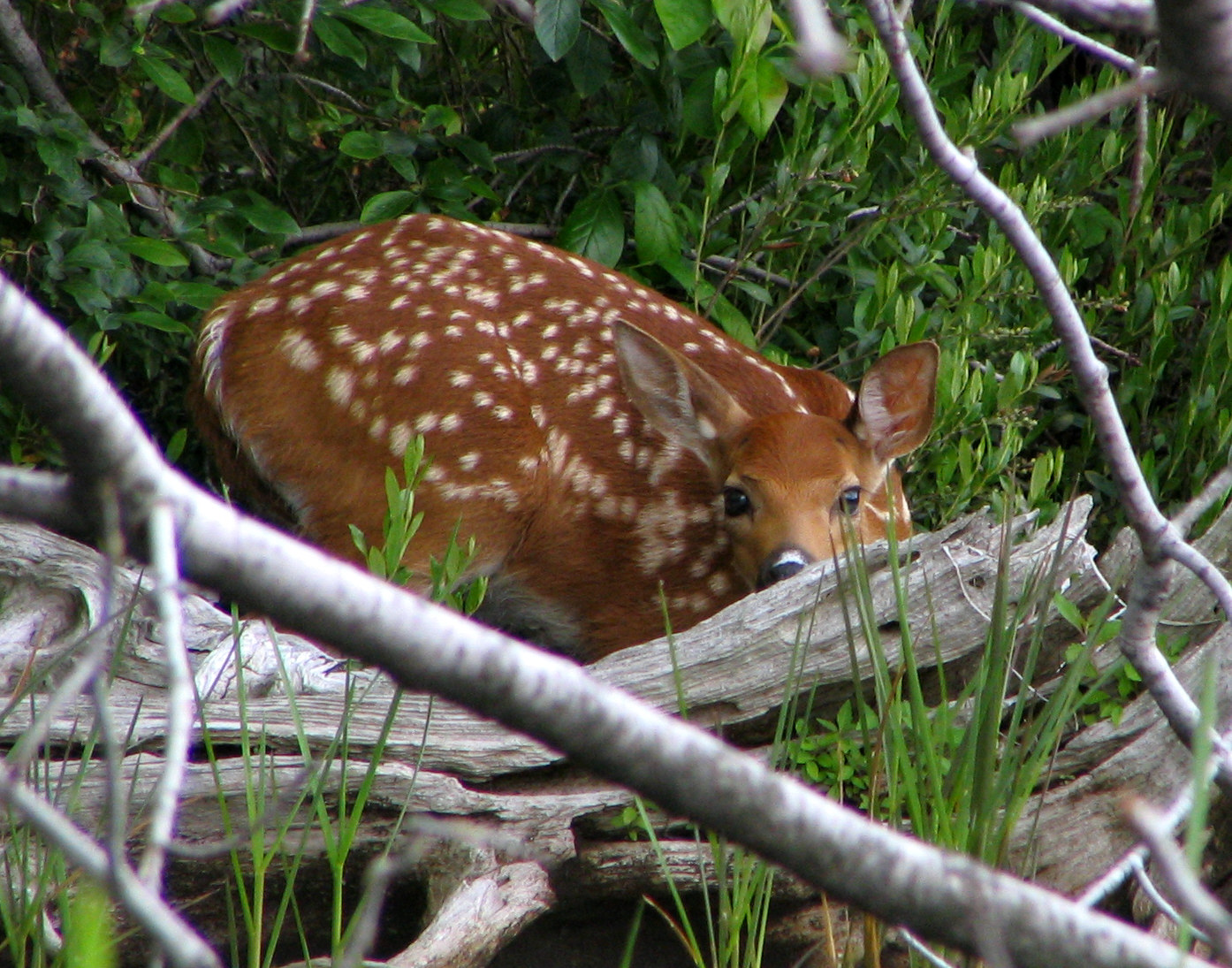
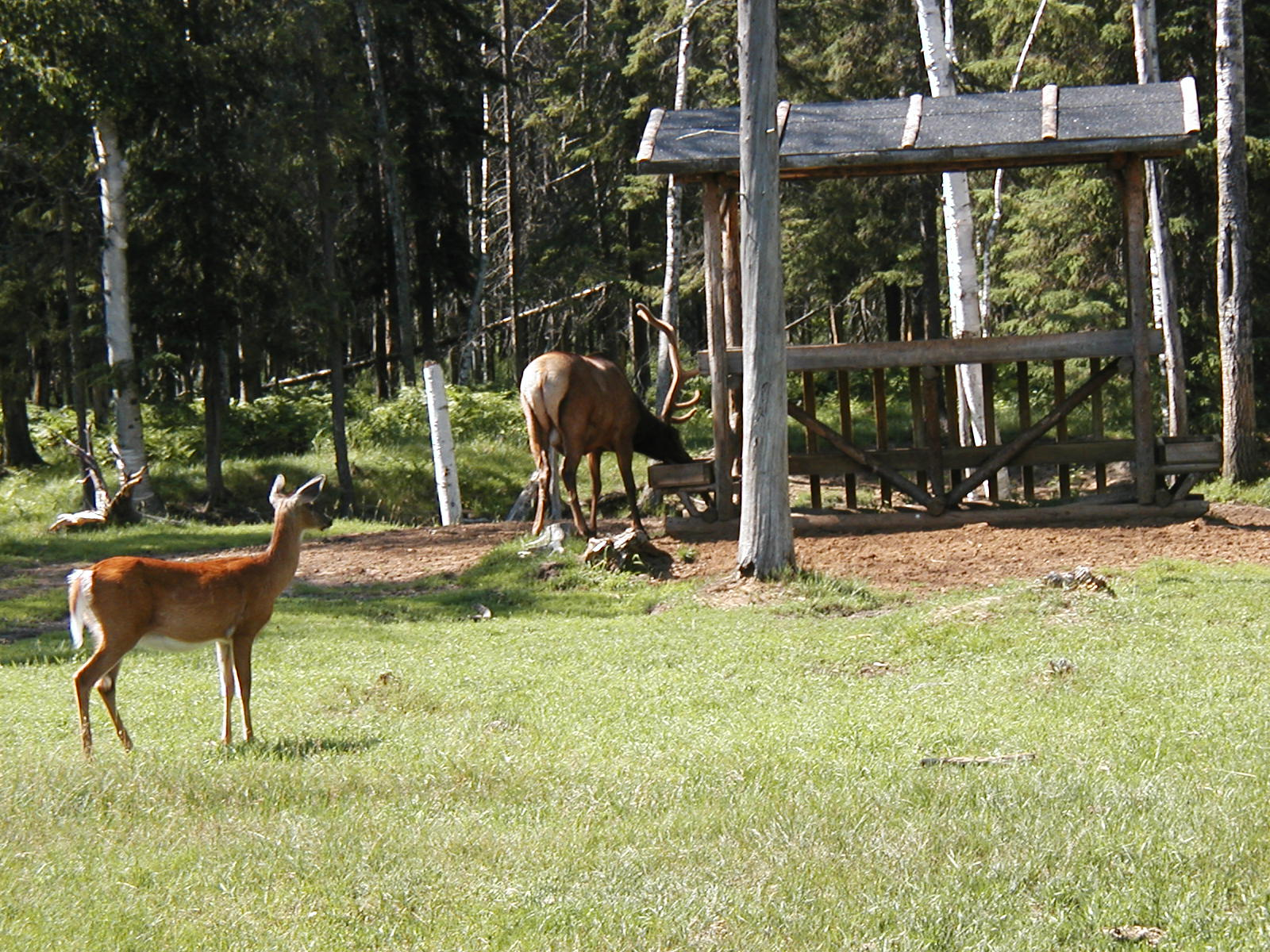
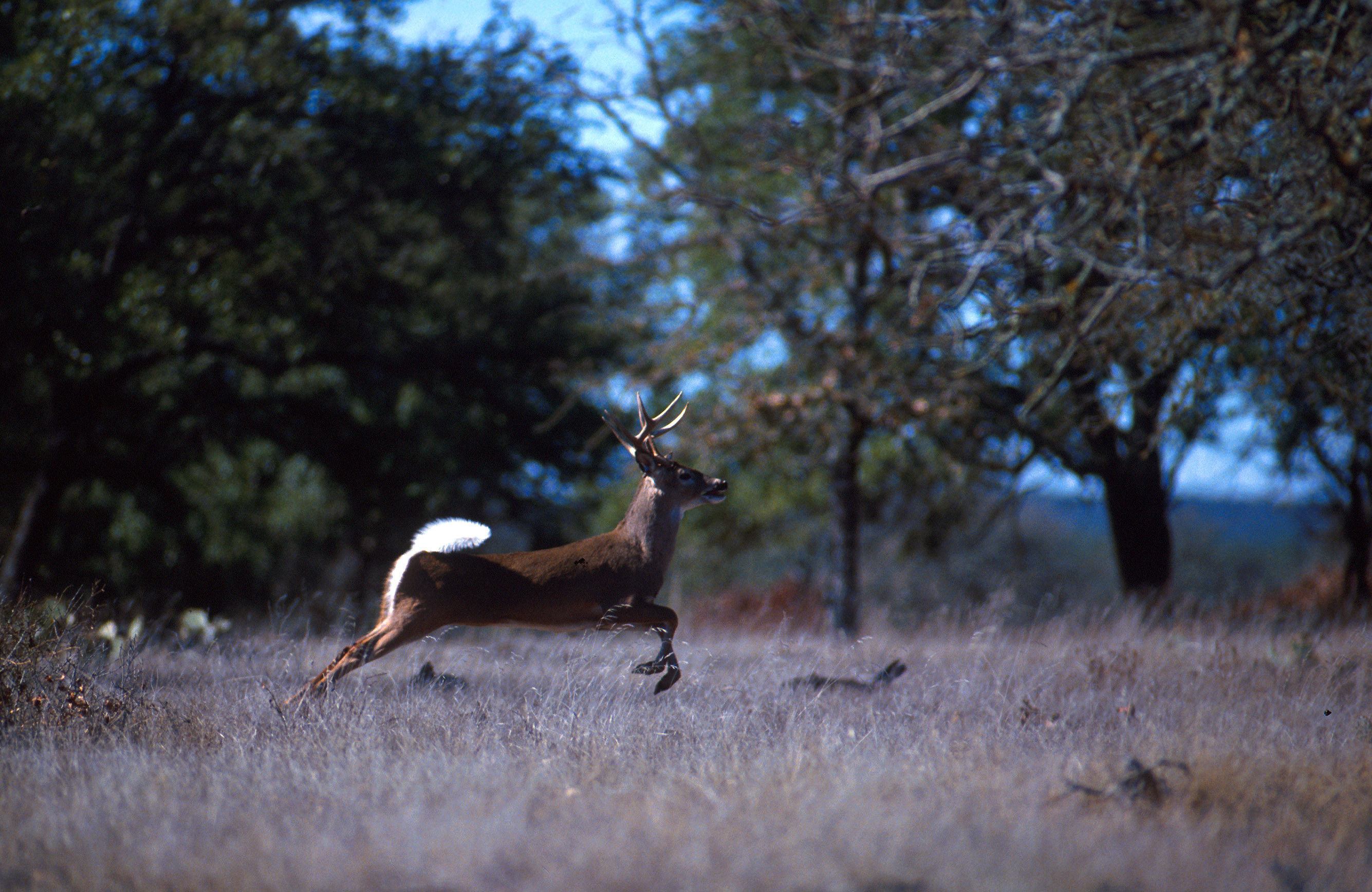

## 文艺
迪士尼著名动画片小鹿斑比是一只白尾鹿，但是在原著小说中是一只西方狍。作者费利克斯·萨尔腾来自奥地利，奥地利是西方狍常见之地。而迪士尼公司在美洲，当地观众一般没有见过西方狍，因此改为美国常见的白尾鹿。